# Damien Da Silva
Damien Da Silva, né le 17 mai 1988 à Talence (Gironde), est un footballeur franco-portugais qui évolue actuellement au poste de défenseur central au Clermont Foot.

## Biographie

### Chamois niortais FC
Il intègre très tôt le centre de formation des Girondins de Bordeaux où il passera une décennie jusqu'au jour où il ne sera pas retenu. Damien Da Silva rejoint le Chamois niortais FC, dont il intègre le groupe professionnel lors du championnat de Ligue 2 en 2006-2007. Le 3 novembre 2006, il participe à son premier match professionnel, contre le Amiens SC en tant que titulaire. Pendant cette saison il est sélectionné en équipe de France des moins de 19 ans,.

### La Berrichonne de Châteauroux
À l'été 2009, il est transféré à La Berrichonne de Châteauroux, où il n'est que remplaçant.

### FC Rouen
En janvier 2011, il est prêté au FC Rouen, en National, pour retrouver du temps de jeu. Devenu capitaine, il reste en Normandie jusqu'à la saison 2012-2013, au bout de laquelle les Rouennais échouent une nouvelle fois dans leur entreprise de remontée en Ligue 2. Alors que le club dépose le bilan, Damien Da Silva se trouve sans contrat.

### Clermont Foot
En 2013, il signe à Clermont Foot, en Ligue 2, où il réalise une « saison pleine ».

### SM Caen
Un an plus tard, le 17 juin 2014, le manager général du Stade Malherbe de Caen, Xavier Gravelaine, annonce que Damien Da Silva va être transféré de Clermont à Caen, promu en Ligue 1. L'indemnité de transfert se monte à 300 000 euros environ. Titulaire, il réalise pour ses débuts dans l'élite des prestations remarquées. En effet, depuis le début de la saison, Damien Da Silva est l'un des défenseurs les plus efficaces et qui réussit le plus de tacles[précision nécessaire]. Il inscrit son premier but en Ligue 1 face au Stade rennais FC pour le compte de la 22e journée ; un but exceptionnel où, à la retombée d'un ballon, il contrôle d'une aile de pigeon avant de décocher une demi-volée surpuissante qui termine dans la lucarne opposée de Benoît Costil. Sa première saison en Ligue 1 est une réussite. Taulier de la défense normande durant toute la saison, il jouera 36 matchs.
Lors du mercato d'hiver, il se fait particulièrement remarquer par la presse (française et anglaise) à la suite du refus de l'offre en provenance l'équipe anglaise de Sunderland.
Pour sa deuxième saison en Ligue 1, Damien Da Silva contribue grandement au bon début de saison de Caen. À la fin de la phase aller, le club est 4e de Ligue 1. Malheureusement, il se blesse lors de la défaite du Stade Malherbe à Angers (2-0). Il revient lors du match opposant Caen à Reims (défaite 2-0). Avec lui, l'équipe finit 7e de Ligue 1, malgré quelques lourdes défaites (4-1 à Lyon et 6-0 à Paris), ce qui est le meilleur classement du Stade Malherbe depuis plus de 20 ans.
Le 4 février 2018, il se fait remarquer en marquant un doublé contre le FC Nantes permettant la victoire de son équipe (3-2). Il marque deux semaines plus tard face au Stade rennais FC, permettant le match nul de Caen (2-2).

### Stade rennais FC
Laissé libre par le SM Caen, il signe à l'été 2018 au Stade rennais FC.
Arrivé à Rennes, il s'impose comme titulaire indiscutable aux yeux de Sabri Lamouchi et Julien Stéphan. Il effectuera 33 matchs en Ligue 1 avec un total de 2 buts inscrits et de 1 passe décisive. Lors de la saison 2018-2019 du Stade rennais FC en championnat, il aidera son équipe à gagner la Coupe de France en 2019 face au Paris Saint-Germain.
La saison suivante, il est une nouvelle fois un cadre de l'effectif du Stade rennais FC et assure son rôle de capitaine. Le 30 novembre 2019, il délivre le Stade rennais FC dans les arrêts de jeux face à l'AS Saint-Étienne.
Le 24 mai il quitte le club breton après trois saisons au club.

### Olympique lyonnais
En fin de contrat avec le Stade rennais, il signe pour deux ans avec l'Olympique lyonnais. Après une saison et demie sous le maillot du club lyonnais, en manque de temps de jeu, Da Silva est approché par le Melbourne Victory, en Australie.

### Melbourne Victory
À peine arrivé en Australie, Damien Da Silva hérite du numéro 5, et inscrit son premier but dès son premier match, dans le derby face au Melbourne City FC, guidant les siens vers la victoire.

## Statistiques
| Saison                | Club                  | Championnat           | Championnat | Championnat | Coupe(s) nationale(s) | Coupe(s) nationale(s) | Supercoupe | Supercoupe | Compétition(s) continentale(s) | Compétition(s) continentale(s) | Compétition(s) continentale(s) | Total | Total |
| Saison                | Club                  | Division              | M.          | B.          | M.                    | B.                    | M.         | B.         | Comp.                          | M.                             | B.                             | M.    | B.    |
| 2005-2006             | Chamois niortais      | National              | 1           | 0           | 1                     | 0                     | -          | -          | -                              | -                              | -                              | 2     | 0     |
| 2006-2007             | Chamois niortais      | Ligue 2               | 7           | 0           | 4                     | 0                     | -          | -          | -                              | -                              | -                              | 11    | 0     |
| 2007-2008             | Chamois niortais      | Ligue 2               | 14          | 0           | 4                     | 0                     | -          | -          | -                              | -                              | -                              | 18    | 0     |
| 2008-2009             | Chamois niortais      | National              | 22          | 1           | 4                     | 0                     | -          | -          | -                              | -                              | -                              | 26    | 1     |
| Sous-total            | Sous-total            | Sous-total            | 44          | 1           | 13                    | 0                     | -          | -          | -                              | -                              | -                              | 57    | 1     |
| 2009-2010             | LB Châteauroux        | Ligue 2               | 8           | 1           | -                     | -                     | -          | -          | -                              | -                              | -                              | 8     | 1     |
| 2010-2011             | LB Châteauroux        | Ligue 2               | 1           | 0           | -                     | -                     | -          | -          | -                              | -                              | -                              | 1     | 0     |
| Sous-total            | Sous-total            | Sous-total            | 9           | 1           | -                     | -                     | -          | -          | -                              | -                              | -                              | 9     | 1     |
| 2010-2011             | FC Rouen (prêt)       | National              | 21          | 0           | -                     | -                     | -          | -          | -                              | -                              | -                              | 21    | 0     |
| 2011-2012             | FC Rouen              | National              | 28          | 0           | 2                     | 0                     | -          | -          | -                              | -                              | -                              | 30    | 0     |
| 2012-2013             | FC Rouen              | National              | 35          | 0           | 6                     | 0                     | -          | -          | -                              | -                              | -                              | 41    | 0     |
| Sous-total            | Sous-total            | Sous-total            | 84          | 0           | 8                     | 0                     | -          | -          | -                              | -                              | -                              | 92    | 0     |
| 2013-2014             | Clermont Foot 63      | Ligue 2               | 33          | 0           | 2                     | 0                     | -          | -          | -                              | -                              | -                              | 35    | 0     |
| 2014-2015             | SM Caen               | Ligue 1               | 35          | 1           | 1                     | 0                     | -          | -          | -                              | -                              | -                              | 36    | 1     |
| 2015-2016             | SM Caen               | Ligue 1               | 28          | 2           | 1                     | 0                     | -          | -          | -                              | -                              | -                              | 29    | 2     |
| 2016-2017             | SM Caen               | Ligue 1               | 36          | 0           | -                     | -                     | -          | -          | -                              | -                              | -                              | 36    | 0     |
| 2017-2018             | SM Caen               | Ligue 1               | 32          | 4           | 4                     | 0                     | -          | -          | -                              | -                              | -                              | 36    | 4     |
| Sous-total            | Sous-total            | Sous-total            | 131         | 7           | 6                     | 0                     | -          | -          | -                              | -                              | -                              | 137   | 7     |
| 2018-2019             | Stade rennais FC      | Ligue 1               | 33          | 2           | 6                     | 1                     | -          | -          | C3                             | 10                             | 0                              | 49    | 3     |
| 2019-2020             | Stade rennais FC      | Ligue 1               | 25          | 1           | 3                     | 0                     | 1          | 0          | C3                             | 3                              | 0                              | 32    | 1     |
| 2020-2021             | Stade rennais FC      | Ligue 1               | 30          | 4           | 1                     | 0                     | -          | -          | C1                             | 6                              | 0                              | 37    | 4     |
| Sous-total            | Sous-total            | Sous-total            | 88          | 7           | 10                    | 1                     | 1          | 0          | -                              | 19                             | 0                              | 118   | 8     |
| 2021-2022             | Olympique lyonnais    | Ligue 1               | 16          | 0           | 1                     | 0                     | -          | -          | C3                             | 4                              | 0                              | 21    | 0     |
| 2022-2023             | Olympique lyonnais    | Ligue 1               | 7           | 0           | 1                     | 0                     | -          | -          | -                              | -                              | -                              | 8     | 0     |
| Sous-total            | Sous-total            | Sous-total            | 23          | 0           | 2                     | 0                     | 0          | 0          | -                              | 4                              | 0                              | 29    | 0     |
| 2022-2023             | Melbourne Victory     | A-League              | 12          | 2           | -                     | -                     | -          | -          | -                              | -                              | -                              | 12    | 2     |
| 2023-2024             | Melbourne Victory     | A-League              | 8           | 0           | 0                     | 0                     | -          | -          | -                              | -                              | -                              | 8     | 0     |
| Sous-total            | Sous-total            | Sous-total            | 20          | 2           | 0                     | 0                     | -          | -          | -                              | -                              | -                              | 20    | 2     |
| Total sur la carrière | Total sur la carrière | Total sur la carrière | 432         | 18          | 39                    | 0                     | 1          | 0          | -                              | 23                             | 0                              | 495   | 18    |

## Palmarès
Stade rennais
- Vainqueur de la Coupe de France en 2019.
- Finaliste du Trophée des champions en 2019.